# Vouhledar
Vouhledar (ukrainien : Вугледа́р) ou Ougledar (russe : Угледа́р), littéralement « don du charbon », est une ville minière de l'oblast de Donetsk, en Ukraine. Sa population s'élevait à 100 habitants en 2023.

## Géographie
Vouhledar est située à 49 km au sud-ouest de Donetsk. Elle se trouve sur la rive nord de la rivière Kachlahatch, qui appartient au bassin versant du fleuve Dniepr.

## Histoire
La construction de la ville commence en 1964 dans le cadre de la mise en exploitation de la mine de charbon du Sud-Donbass no 1. Les premiers habitants s'installent à partir de 1966 dans la localité, qui s'appelle alors Pivdennyï Donetsk (en ukrainien : Південний Донецьк), qui signifie « Sud de Donetsk ». En 1969, elle reçoit le statut de commune urbaine et en 1973 le nom de Vouhledar. Elle a le statut de ville depuis 1989.
Le 24 février 2022, le premier jour de l'invasion russe de l'Ukraine en 2022, la localité a été bombardée par des sous-munitions russes. Le missile a atterri près d'un hôpital, tuant quatre civils et en blessant dix autres. Elle fait ensuite l'objet de combats de mars à juin 2022.
À partir du 25 janvier 2023, la ville est prise pour cible par les forces russes et fait à nouveau l'objet de violents combats. L'assaut des forces russes sur Vouhledar s'est soldé par un échec cuisant, entraînant la mort de nombreux soldats et la destruction de tanks et de véhicules de combats, et qualifié de « débâcle honteuse » par des analystes militaires pro-russes. Le militant pro-démocratie biélorusse Édouard Lobaw a trouvé la mort lors des combats le 26 janvier 2023. En 2024, elle est sur la ligne de front.
Le 2 octobre 2024, le groupement de force ukrainien Khortytzia annonce finalement le retrait de ses troupes, et la Russie revendique la prise de la ville dès le lendemain.

## Population
Recensements (*) ou estimations de la population :
| 1970* | 1979* | 1989*  | 2001*  |
| ----- | ----- | ------ | ------ |
| 2 179 | 7 382 | 18 658 | 17 440 |

| 2010   | 2011   | 2012   | 2013   |
| ------ | ------ | ------ | ------ |
| 15 641 | 15 497 | 15 477 | 15 357 |

## Transports
Vouhledar est située à 81 km de Donetsk par le chemin de fer et à 74 km par la route.

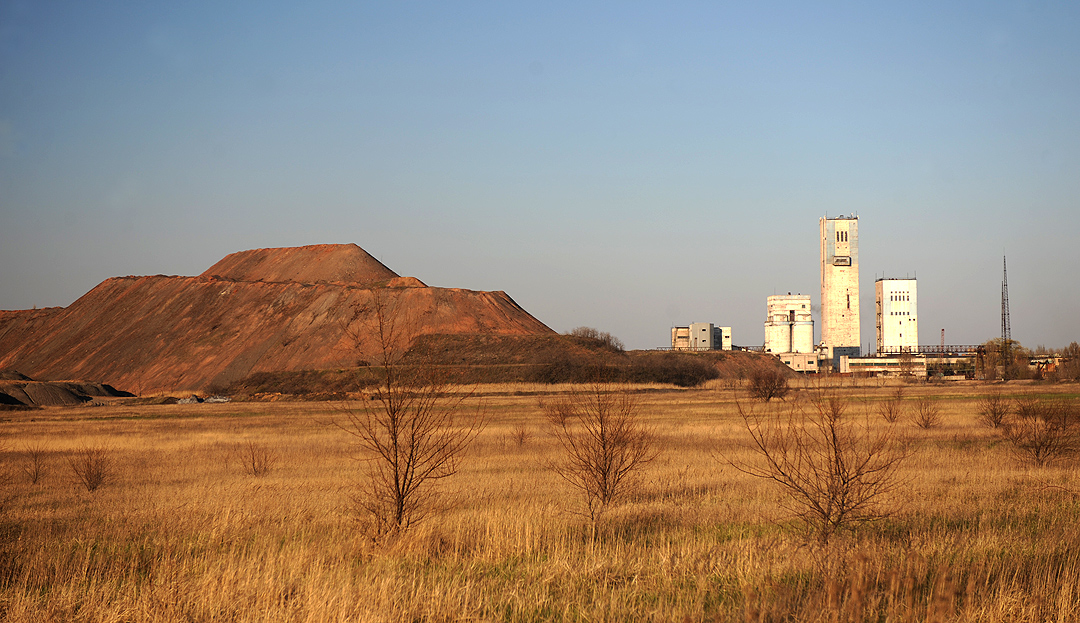
Mine dite du Donbass du Sud n°1.